# Skweee
Skweee je hudební styl s kořeny ve Švédsku a Finsku. Skweee kombinuje jednoduché synthpopové/chiptune linky a basové linky s funkem, R&B nebo soulu podobným rytmům, celkově představující odstrojený zvuk funku. Skladby jsou většinou čistě instrumentální, ale existují i výjimky. Jméno Skweee vymyslel Daniel Savio, jeden z tvůrců nově vznikajícího žánru. Jméno odkazuje na použití historických syntezátorů při snaze "vymáčknout" (squeeze out) ty nejzajímavější možné zvuky.
Současní producenti jsou jak nováčci, tak starší a zkušení skladatelé z prostředí skandinávské elektro a electronica hudby. Skweeelicious, blog určený stylu skweee a komunitní stránky jako třeba MySpace a Nation of Skweee hrály hlavní roli v distribuci skweee hudby a veřejnému představení tohoto žánru.
Hlavní šiřitelé skweee hudby jsou Švédský label Flogsta Danshall a Finský nahrávací label Harmönia. Norský Dødpop, Americký Losonofono, Titched, a Poisonous Gases, Španělský Lo Fi Funk, Finský Mässy, a Francouzský Mazout se od té doby přidaly do této rodiny. Preferovaným formátem skweee entuziastů je 7palcová vinylová deska. Raná alba byla vydávána exkluzivně v tomto formátu. Nedávno však byla vydána série digitálních desek a CD kompilací na 12palcových vinylových deskách prostřednictvím již zmíněných vydavatelství.
Vzrůstající význam tohoto žánru vedl k vydání takových alb jako třeba Eero Johannesovo album na Planet Mu a Skweee Tooth kompilaci na Ramp Recordings.

## Skweee a dubstep
Skweee začal být ke konci 2008 a na začátku 2009 ovlivňován zvuky dubstepu. Vlákno započaté na dubstepfóru Archivováno 15. 2. 2012 na Wayback Machine. uvědomilo scénu o skweee. Producenti jako třeba Rusko, Gemmy, Joker, Zomby, Rustie, Jamie Vex'd byli mezi ostatními, kteří provedli svůj hudební pokus vedoucí v několik zajímavých alb na hranici mezi skweee a dubstepem. Mezera mezi dubstepem a skweee byla dále přemostěna umělci jako DJ Pontificate a undergroundovým ambientním umělcem Chohmo, jak je možno slyšet v jejich společném albu "Skweeeal."